# Schenkia tuberculata
Schenkia tuberculata là một loài tò vò trong họ Ichneumonidae.